# Ida Ljungqvist
Ida Ljungqvist (Dar es-Salam, 27 de septiembre de 1981) es una modelo de nacionalidad tanzana y sueca, que fue playmate del mes de marzo de 2008 y del año 2009. Su padre es sueco y su madre es de Tanzania. Fue descubierta en 2007 por la Playmate del Año 2007 Sara Jean Underwood en una Boutique de ropa de bebe en Rodeo Drive.
Debido al trabajo de su padre para la UNICEF, Ida ha viajado mucho cuando era niña: ha vivido en Uganda, Kenia, Etiopía, Sudáfrica, Zimbabue (todos en África), Camboya, Vietnam, Tailandia (todos de Asia), Francia, el Reino Unido, Suecia, y Dinamarca (todos en Europa), antes de que viviera en California. Habla inglés, sueco y suajili. 
Ida está titulada en diseño de modas y comercio. En mayo de 2009, es elegida como Playmate del año 2009.